# Athyrium rubricaule
Athyrium rubricaule är en majbräkenväxtart som först beskrevs av Michael Pakenham Edgeworth och C. B. Cl., och fick sitt nu gällande namn av Bir. Athyrium rubricaule ingår i släktet Athyrium och familjen Athyriaceae. Inga underarter finns listade.